# Acacia atramentaria
Acacia atramentaria é uma espécie de leguminosa do gênero Acacia, pertencente à família Fabaceae.